# At-Tahir
At-Tahir (arab. الطاهير, fr. Taher) – miasto i gmina w Algierii, stolica prowincji Dżidżal. W 2010 liczyło 70 103 mieszkańców. 